# Big City
Big City è un film del 2007 diretto da Djamel Bensalah.

## Trama
Far West americano, 1889. Nella tranquilla cittadina di Big City è attesa una carovana di emigranti. Gli indiani decidono di attaccare la carovana, così lo sceriffo e gli uomini del villaggio vanno in soccorso degli emigranti. Anche le donne vanno in loro aiuto, lasciando al villaggio i bambini sotto i 12 anni, un vecchio ubriacone (Eddy Mitchell) e lo scemo del villaggio.
I bambini optano per un'anarchia totale nel villaggio, ma nel pomeriggio si organizzano e iniziano a controllarsi, andando a occupare le mansioni che avevano i genitori. Lo scemo diventa sceriffo, mentre l'ubriacone diventa giudice. I bambini non mutuano dai grandi solo abiti e professioni, ma anche pregiudizi e errori.
Tutto in qualche modo sembra filare liscio, ma William White, ragazzino di 13 anni, decide di mettere in ginocchio la città. E a complicare ulteriormente le cose giungono i figli degli indiani capitanati da Wapiti.

## Personaggi
- James Wayne: figlio di un cowboy e a sua volta cowBoy, è considerato da tutti la persona più onorevole e benvoluta di tutta Big City. Come il padre era convinto che non esistesse indiano buono, si ricrederà e diventerà molto amico di Wapiti. James non pensa molto alla famiglia, ma ha immaginato Deborah White come sua moglie (Avevano scelto come nome del figlio John Wayne) ed è stato per quasi tutto il film innamorato di lei. Viene usato da William White per i suoi loschi piani, ma si vendica sul ragazzo. Viene fatto sindaco a tempo indeterminato, dopo aver spodestato William White. Ha un cavallo di nome Puzzola e sa lavorare molto bene con gli esplosivi. È un bravo ricercatore di pepite e nonostante lui sappia fare tutte queste cose si ritiene solo un cowboy. Questa è la stessa giustificazione che da a William White dopo la presunta morte di Deborah per non averla salvata. Quando Luigi, Indipendenza e Nicole vengono cacciati dal Saloon, Wayne li ospita da lui, accampandosi fuori (con Luigi e Indipendenza), per far dormire comoda Nicole. Una volta grazie al suo gran senso di giustizia salva la prostituta Nicole, che si innamora di lui, alla fine del film, comprende i sentimenti di lei grazie a Miss Robinson e si fidanza con Nicole.
- William White: figlio del sindaco, William è l'antagonista del film. Ha una sorella minore e due fratelli. William ha 13 anni e mezzo e quindi sarebbe dovuto andare a difendere la carovana ma ha pregato i suoi per rimanere. Il suo piano è quello di mettere in ginocchio la città assieme al suo amico Quick Elliott, i suoi sottoposti sono Wallace e Doug. William ha idee razziste, tenta sempre di rendere impossibile la vita a Jefferson, Indipendenza e Tong. Non approva la relazione della sorella con Wapiti, ma non approvava neanche quella di prima con Wayne non ritenendolo della sua stessa casta sociale. Corrompe il giudice per far condannare chi decide lui, riesce a togliere la banca a Gerswhin. In seguito vengono scoperti i suoi trucchi e gli viene tolto il posto di Sindaco. Con Wallace e Doug, William indossa costumi simili a quelli del Ku Klux Klan, mentre rubando i gatti (per incriminare Tong) e per pestare Wapiti, dopo la relazione intrapresa con la sorella. Alla fine William viene affidato agli indiani che lo portano via da Big City promettendoli che lo trasformeranno in un ottimo indiano. Invece Deborah per i genitori da un'altra versione, che sentitosi incolpa la sera stessa della loro partenza lui li ha seguiti (ciò implica che forse è stato rapito dagli indiani, secondo i genitori) ed è sparito misteriosamente.
- Deborah White: figlia del sindaco, sorella minore di William e maggiore di Simone e Garfunkel. Deborah è la ragazzina più bella di Big City, la prima volta che appare nel film, il tempo si ferma per quanto è bella. Deborah è l'amore di James Wayne. La ragazza aveva cominciato a progettare un matrimonio con Wayne, in cui avevano anche scelto il nome del loro figlio. Il giorno della ricerca dell'oro nella terra dei White, dopo una conversazione con Wayne, la ragazza allontanandosi fa il primo incontro con Wapiti, un indiano di cui si innamora. Il giorno della sentenza di Jefferson e Doug, per colpa di un fulmine, i cavalli della sua carovana impazziscono e Deborah rischia la morte, James cerca di salvarla ma fallisce. Tutti pensano che Deborah sia morta, ma in verità è stata salvata dagli indiani. Così con il ritorno di Deborah a Big City, c'è una pace tra gli Indiani e i Bianchi. Deborah intraprende una relazione con il capo degli indiani Wapiti, con l'approvazione di James Wayne, all'inizio distrutto, e con la felicità di Nicole. La sua relazione viene comunque tarpata dal fratello William, che sebbene in passato fosse molto legata a lei la disconosce, qui Deborah rivela la vera età del fratello. Una sera Wapiti cerca di raggiungerla ma viene picchiato dal fratello. Alla fine lei è costretta a salutare Wapiti, ma solo dopo un intenso bacio d'addio. Deborah alla fine fa credere ai suoi genitori che suo fratello William, che era stato affidato agli indiani, è scomparso.
- Nicole: Figlia di una prostituta, diventa a sua volta prostituta. Di statura piccina, con i capelli ricci e gli abiti fuori misura. Chiede un dollaro per un bacio sulle labbra e cinquanta centesimi per un bacio sulla guancia. Una sera viene aggredita da uno dei servi di William e salvata da James, da allora sembra innamorarsi perdutamente di lui. Non prende di buon occhio l'inizio della relazione tra Deborah e James, ma sembra riconsiderarla dopo che lei ritorna con gli indiani ed era innamorata di Wapiti, permettendogli anche di dormire nella stanza dove adempie il suo compito di Prostituta. Viene cacciata dal Saloon assieme a Indipendenza e Luigi per essersi opposta alla condanna di Jefferson e Tong, perché il Saloon era stato dato al socio di William che comandava la città. Rimane a dormire a casa di James Wayne, che la lascia dormire nel suo letto, mentre lui si accampa fuori con Luigi e Indipendenza; Prima di darle la buona notte Wayne le chiede se lavora e i due si baciano e al momento di pagare, Nicole rifiuta i soldi. Quando i genitori ritornato a Big City, Nicole ritorna una bambina normale e James comprendendo di essere perdutamente innamorato di lei la bacia sulla via del ritorno da casa sua al Saloon.  Ha una voce portentosa.
- Wapiti: Capo degli indiani, che incontra per la prima volta Deborah lungo il fiume, che per un attimo aveva perso di vista Wayne. I due rimangono folgorati, ma si rincontreranno solo dopo un incidente in cui lui salverà. Quando Deborah viene riportata a Big City tra gli indiani e i Cowboy viene a formarsi un'alleanza. Wapiti e Deborah passano la serata assieme nella stanza di Nicole, ma viene convinto da James Wayne a raffreddare le cose con Deborah, consigliati anche dallo sceriffo, ritenendo tutto ancora troppo presto. James e Wapiti diventano amici (anche se lui gli sconsiglia di chiamare suo figlio John) e a Wapiti è permesso di ritornare a trovare Deborah. L'indiano torna la notte stessa ma viene rapito da William e i suoi scagnozzi, dove viene pestato a sangue. Gli indiani offesi dalle ferite del loro capo decidono di attaccare la città e Wapiti mette fine alla sua amicizia con James. Avviene la battaglia che viene poi posticipata al giorno dopo, dove per colpa di un tranello dei cittadini di BigCity viene ucciso lo sceriffo. In seguito arrivano gli indiani e i Cowboy, che sterminano i primi sotto gli occhi dei bambini. Wayne e gli altri salvano Wapiti e la sua tribù di bambini, portandoli all'interno della città in festa. Questi scappano poi su una carovana vestiti da ragazze, portandosi via William Withe con la promessa di renderlo un vero indiano, prima che gli indiani vadano via, Wapiti dà un passionale bacio a Deborah, sotto gli occhi di un James Wayne meno affranto, che ritorna.
- Luigi: Barman del Saloon. Ha un fratello più grande che era molto più bravo di lui, che però è andato ad aiutare la carovana. Luigi è di origine Italiane e per questo è spesso anche lui è vittima di pregiudizi e discriminazioni da parte di William (nonostante sia un bianco), che lo addita come il barman italiano chiedendo alla sorella se dopo il Cowboy e l'indiano avesse intenzione anche con un italiano. Lavora anche presso la casa dei Withe e cui prepara la sua zuppa speciale. Viene cacciato da  William Withe socio del nuovo proprietario della banca, Quick Elliot, che possiede anche il Saloon, assieme a Indipendenza e Nicole. Rimane a dormire a casa di Wayne, con Indipendenza e Nicole. Alla fine partecipa alla battaglia contro gli indiani in cui muore lo sceriffo. Alla fine riabbraccia la sua famiglia.